# Maison William-Dow
La Maison William-Dow est une demeure bourgeoise située au 175, Place du Frère-André (anciennement square du Beaver-Hall) dans la ville de Montréal, Québec (Canada). Elle est érigée en 1860 de style néo-Renaissance par brasseur et homme d'affaires scotto-canadien William Dow d'après les plans de son architecte William Tutin Thomas, et agrandie en 1912 et en 1933 par le Club des ingénieurs de Montréal, qui l'achètent en 1907 comme club-house.
L'aile est de style Beaux-Arts, construite en 1912, est conçue par les architectes John Smith Archibald et Charles Jewett Saxe de Saxe et Archibald, tous deux membres du club. Le bâtiment est agrandi une seconde fois en 1933 par les architectes George Allen Ross (en) et Robert Henri MacDonald de Ross et Macdonald.
Le Club des ingénieurs de Montréal est dissous en 1979.